# 能登二宮站
能登二宮站（日语：／ Noto-Ninomiya eki */?）是位於石川縣鹿島郡中能登町武部部（へ）7番1號，西日本旅客鐵道（JR西日本）的七尾線車站。
此站是前鹿島町唯一車站，同時為該町的代表車站，但是距離該町中心較遠。此站是在1960年（昭和35年）啟用，在七尾線內為一座較新的車站。此站冠上「能登」的原因是為了區別東海道本線二宮站。
此站被選定為中部車站百選之一。

## 歷史
- 1960年（昭和35年）2月10日 - 日本國有鐵道（國鐵）七尾線良川站至德田站之間開設此站[1]。為一座旅客車站。
- 1972年（昭和47年）3月15日 - 成為無人車站。
- 1987年（昭和62年）4月1日 - 伴隨國鐵分割民營化，車站由西日本旅客鐵道（JR西日本）營運。
- 1992年（平成4年）11月26日 - 現時的車站大樓竣工[2]。

## 車站構造
車站是一座地面車站，設有1面1線的單式月台，往七尾方向的列車會開放右邊車門。車站大樓建於1992年（平成4年），為一座木造平房建築物，在大樓內設有特產展示場。
此站是由七尾鐵道部管理的無人車站。在車站入口處設置了自動售票機。
由於月台是建設在彎位上，因此列車停站時，月台與車廂之間的空隙較大。

## 車站周邊
- 中能登町公所鳥屋廳舍 - 良川站較近該廳舍。
- 天日陰比咩神社 - 能登國二之宮。良川站較近該神社。
- 國道159號（日语：国道159号）

## 巴士路線
中能登町社區巴士「織姬巴士」
- 鹿島路線「幸治方向」（從織姬之里中能登（日语：道の駅織姫の里なかのと）出發，委托北鐵能登巴士（日语：北鉄能登バス）運行）

## 相鄰車站
西日本旅客鐵道
■七尾線
良川－能登二宮－德田

## 註腳
1. 1 2 3 4 5 6 7 8 9  . 週刊朝日百科. 43号 富山駅・高岡駅・和倉温泉駅ほか. 朝日新聞出版. 2013-06-16: 27 （日语）.
2. 1 2  . 交通新聞 (交通新聞社). 1992-12-02: 3 （日语）.
3. ↑  中能登町おりひめバス・デマンドタクシー時刻表PDF（日語） - 中能登町

## 外部連結
- 能登二宮｜車站資訊：JR出門網 - 西日本旅客鐵道（日語）
- 能登二宮駅 （页面存档备份，存于）（日語） - 中能登町